# Segnale stradale

Esempio di segnaletica verticale: fermarsi all'incrocio o "Stop"

Un segnale stradale è un dispositivo atto a indicare una prescrizione, un avvertimento o un'indicazione a tutti i guidatori di veicoli circolanti e a ogni altro utente della strada. Attraverso la segnaletica stradale, l'amministratore di una strada comunica agli utenti la disciplina della circolazione stradale: regole, pericoli, indicazioni e informazioni utili.
La conoscenza della segnaletica stradale è richiesta obbligatoriamente per conseguire l'abilitazione alla guida di veicoli (patente di guida).
La segnaletica stradale è regolata dalle legislazioni nazionali e costruita con materiali specifici per tale impiego, quali pellicole rifrangenti con microsfere o con microprismi (per consentire una buona visibilità del segnale anche nelle ore notturne), applicate grazie ad adesivi speciali a supporti (che ne consentono l'ancoraggio ai sostegni).

## Storia
Si può dire che la segnaletica stradale è vecchia quasi quanto le strade stesse, infatti già ai tempi dell'Impero Romano, lungo le strade appena costruite, ogni milium (cioè cinquemila pes o mille passus secondo le unità di misura del tempo) veniva posta ai bordi della carreggiata una pietra cilindrica (la pietra miliare) alta anche 3 o più metri, sulla quale erano incise le miglia percorse dalla città precedente, quelle mancanti alla successiva, oltre che la distanza da Roma ("Tutte le strade portano a Roma"...).
Sembra altresì che già nel Medioevo fosse abitudine l'apporre su pali di legno, situati sugli incroci di vie, dei cartelli indicanti la direzione da prendere per giungere alle varie città.
La necessità di indicazioni stradali, non più solamente di direzione o distanza ma anche di prescrizione, è enormemente cresciuta con l'invenzione dell'automobile.
Nel 1908 si è tenuto il primo congresso mondiale delle strade dove sono state stilate le linee guida per la segnaletica stradale moderna. Da questo congresso è nata l'Associazione Mondiale della Strada (AIPCR) che raggruppa ad oggi 108 Governi. Con cadenza quadriennale si svolgono nuovi congressi al fine di migliorare sempre più la sicurezza stradale, garantita anche dalla presenza e dal rispetto di una corretta segnaletica.

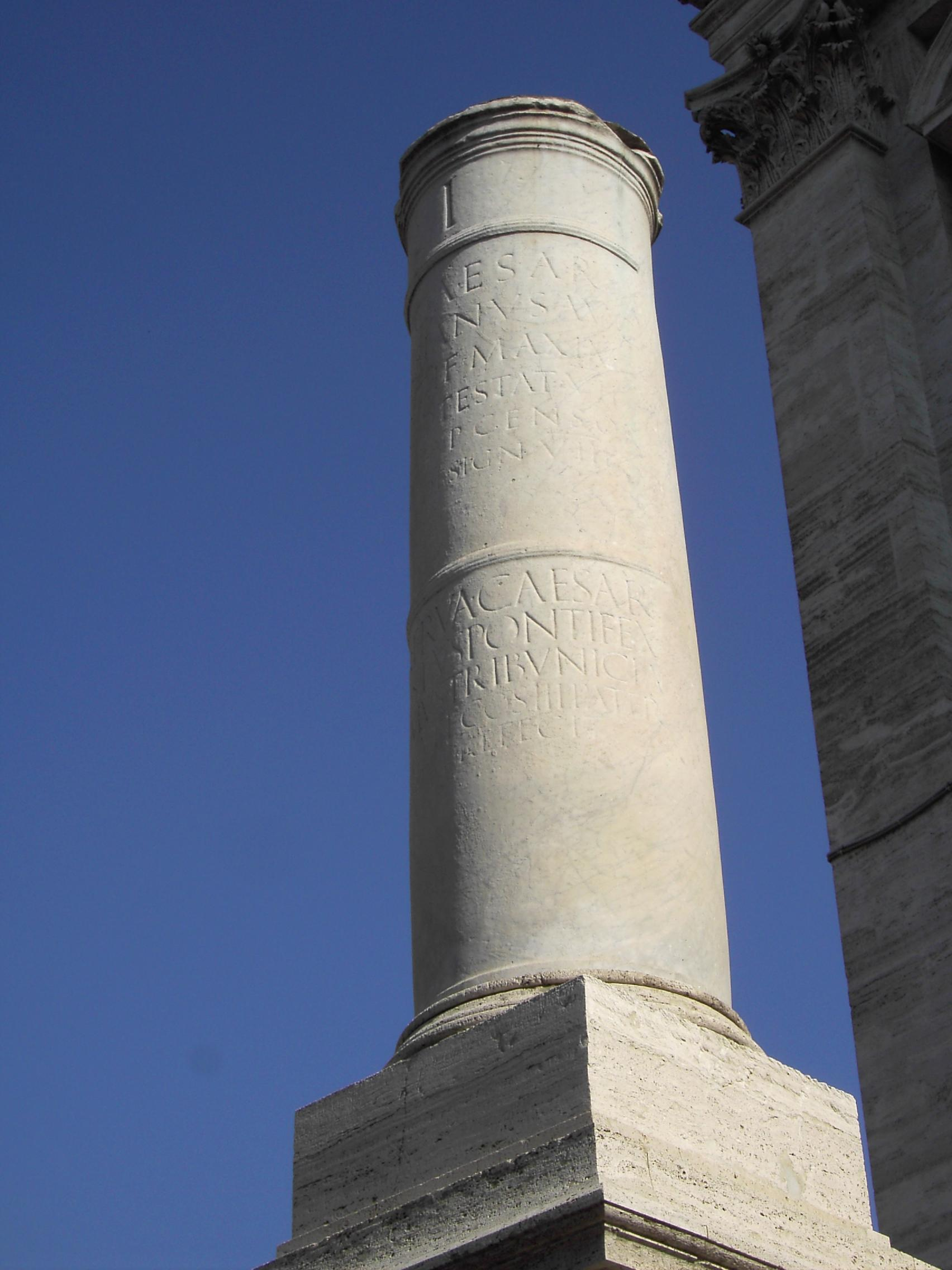
Antica pietra miliare romana
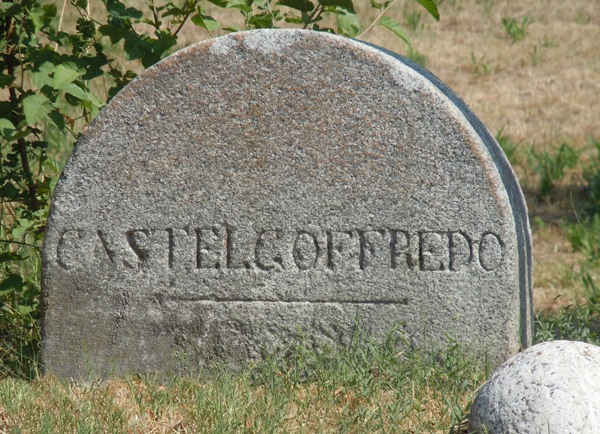
Casaloldo, segnale stradale della seconda metà dell'Ottocento, indicante la direzione per raggiungere Castel Goffredo.
Antico segnale stradale in Romania per indicare un incrocio pericoloso

## Classificazione
I segnali stradali possono essere classificati nelle seguenti categorie:
- segnaletica verticale
- segnaletica orizzontale
- segnaletica luminosa
- segnaletica complementare

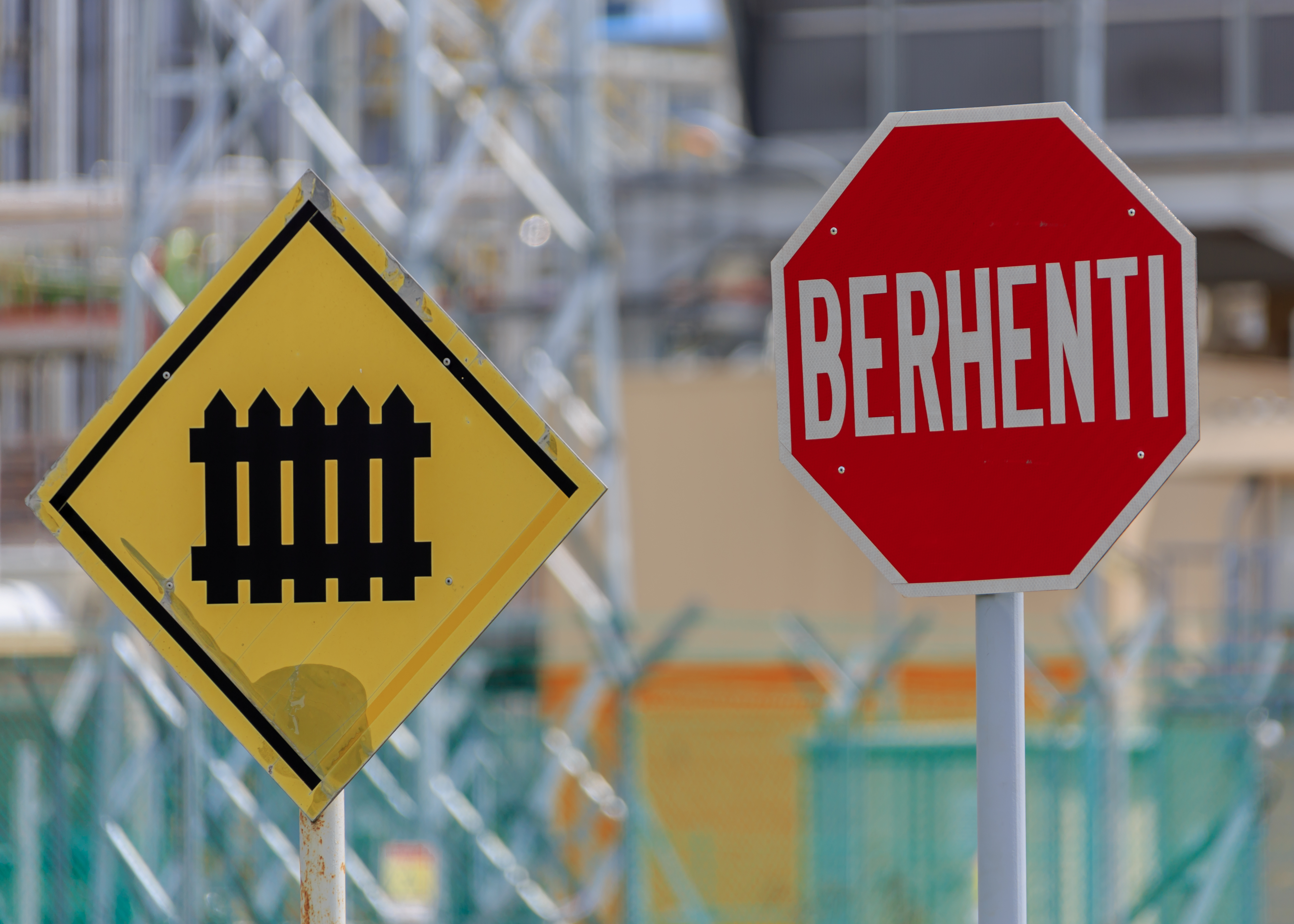
Segnaletica verticale in Malaysia
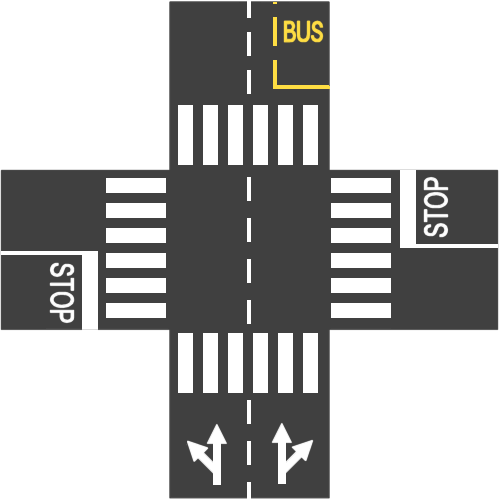
Esempio di incrocio con segnaletica orizzontale
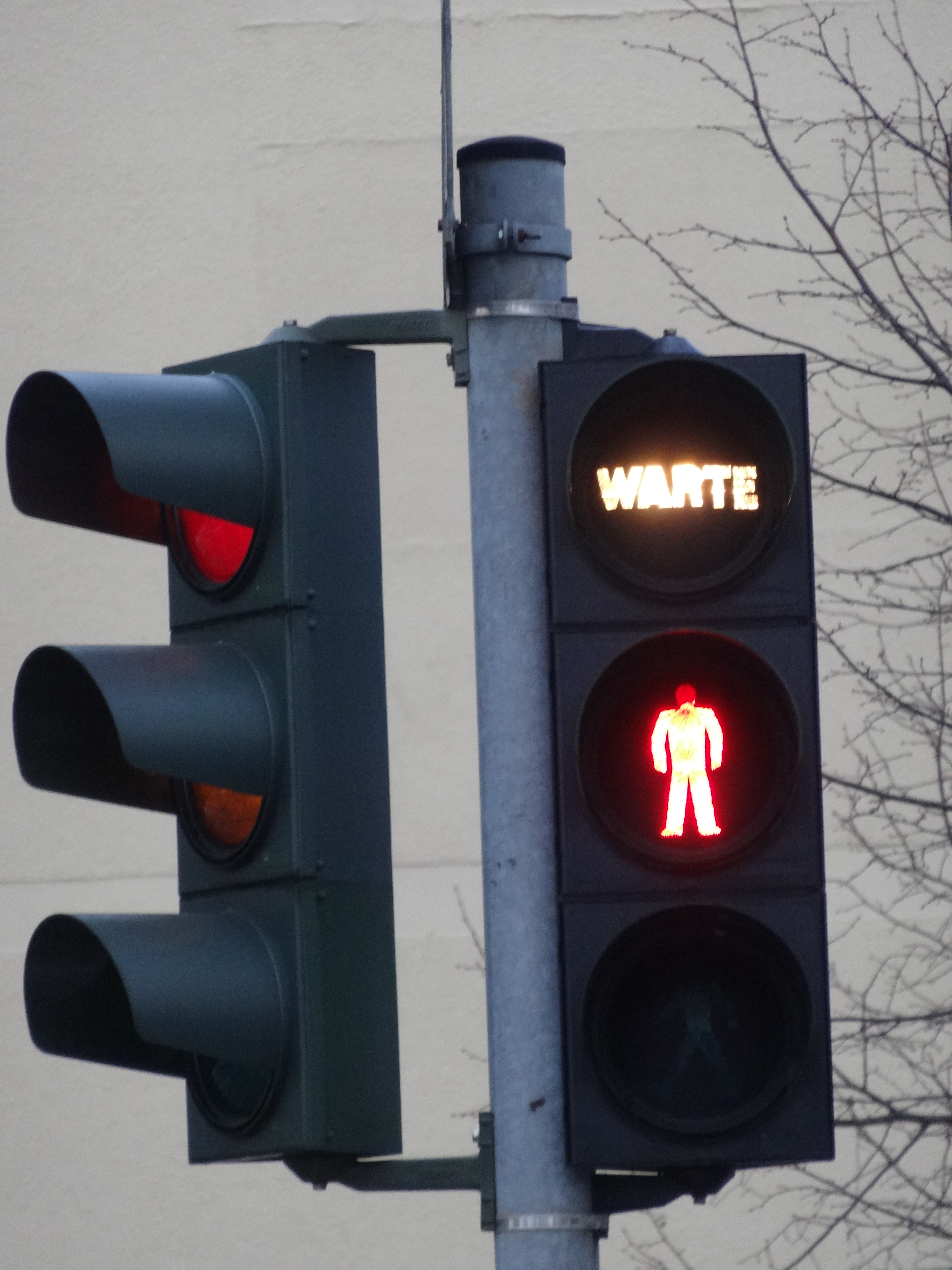
Segnaletica luminosa (semaforo) in Germania
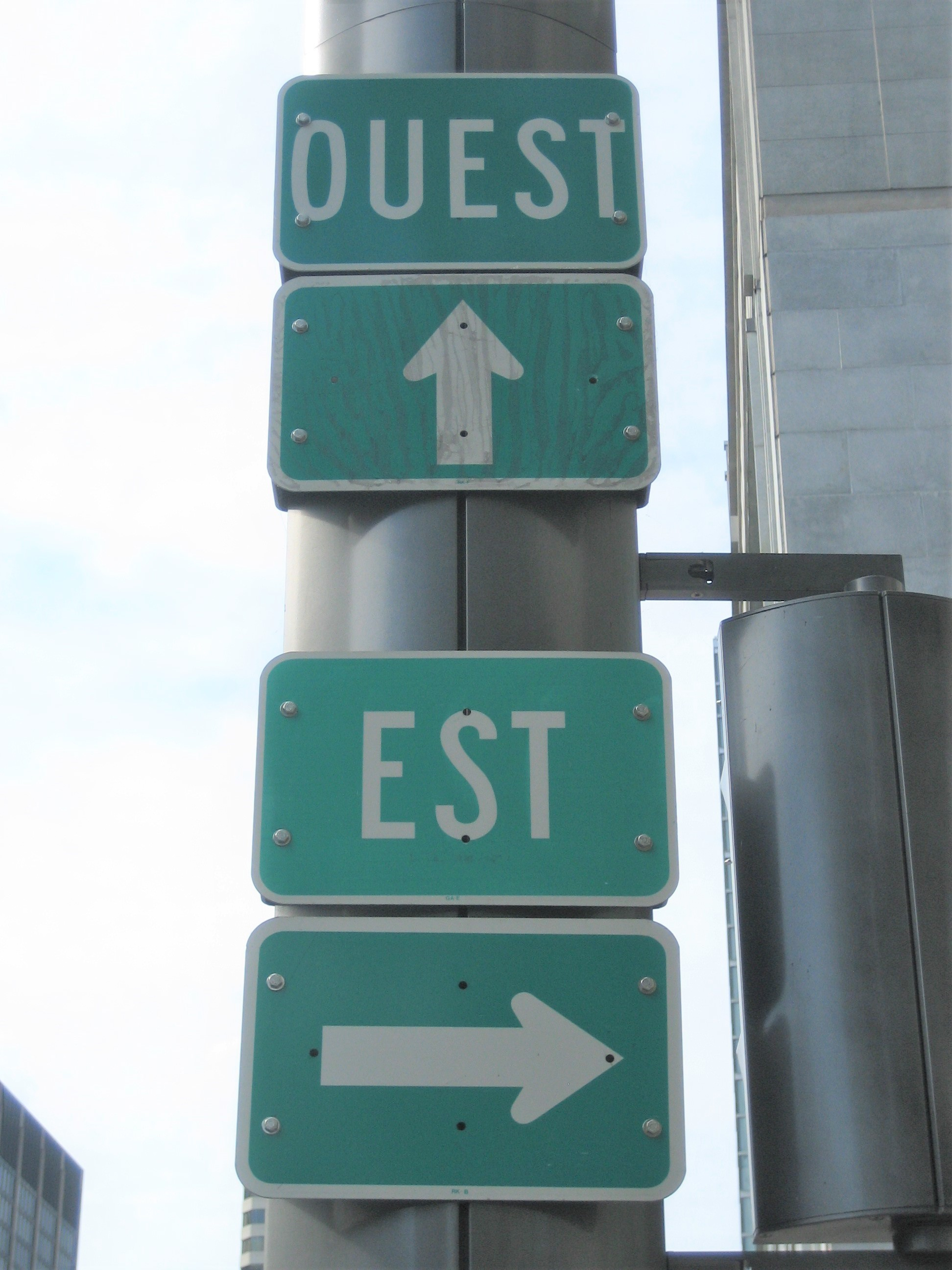
Segnaletica verticale di direzione a Montréal

## Nel mondo
- Segnaletica stradale
- Segnaletica stradale a Cipro
- Segnaletica stradale a Malta
- Segnaletica stradale a San Marino
- Segnaletica stradale ad Andorra
- Segnaletica stradale di indicazione negli Stati Uniti d'America
- Segnaletica stradale di pericolo negli Stati Uniti d'America
- Segnaletica stradale di prescrizione negli Stati Uniti d'America
- Segnaletica stradale europea
- Segnaletica stradale in Albania
- Segnaletica stradale in Armenia
- Segnaletica stradale in Austria
- Segnaletica stradale in Azerbaigian
- Segnaletica stradale in Belgio
- Segnaletica stradale in Bielorussia
- Segnaletica stradale in Bosnia ed Erzegovina
- Segnaletica stradale in Brasile
- Segnaletica stradale in Cile
- Segnaletica stradale in Colombia
- Segnaletica stradale in Cossovo
- Segnaletica stradale in Croazia
- Segnaletica stradale in Danimarca
- Segnaletica stradale in Estonia
- Segnaletica stradale in Finlandia
- Segnaletica stradale in Francia
- Segnaletica stradale in Georgia
- Segnaletica stradale in Germania
- Segnaletica stradale in Grecia
- Segnaletica stradale in Irlanda
- Segnaletica stradale in Islanda
- Segnaletica stradale in Italia
- Segnaletica stradale in Kazakistan
- Segnaletica stradale in Kosovo
- Segnaletica stradale in Liechtenstein
- Segnaletica stradale in Lituania
- Segnaletica stradale in Lussemburgo
- Segnaletica stradale in Macedonia del Nord
- Segnaletica stradale in Montenegro
- Segnaletica stradale in Norvegia
- Segnaletica stradale in Polonia
- Segnaletica stradale in Portogallo
- Segnaletica stradale in Romania
- Segnaletica stradale in Russia
- Segnaletica stradale in Serbia
- Segnaletica stradale in Slovacchia
- Segnaletica stradale in Slovenia
- Segnaletica stradale in Spagna
- Segnaletica stradale in Svezia
- Segnaletica stradale in Svizzera
- Segnaletica stradale in Turchia
- Segnaletica stradale in Ucraina
- Segnaletica stradale in Ungheria
- Segnaletica stradale negli Stati Uniti d'America
- Segnaletica stradale nei Paesi Bassi
- Segnaletica stradale nel Principato di Monaco
- Segnaletica stradale nel Regno Unito
- Segnaletica stradale nella Città del Vaticano
- Segnaletica stradale nella Repubblica Ceca